# Woldemar Løvendal (rigsgreve)
 Der er flere personer med dette navn, se Woldemar Løvendal.
Ulrik Frederik (Ulrich Friedrich) Woldemar (Valdemar) rigsgreve Løvendal (6. april 1700 i Hamborg – 27. maj 1755 på Palais du Luxembourg i Paris) var en europæisk feltherre af dansk herkomst, som tjente i flere landes hære. Han var far til François Xavier Joseph Danneskiold-Løvendal.

## Karriere

### I sachsisk-polsk tjeneste
Han var søn af statholder Woldemar baron Løvendal og dennes første hustru. Indtil sit fjortende år, da han indtrådte i den sachsiske hær, fulgte han faderen, der vekselvis tjente Danmark og Sachsen, men fik dog en omhyggelig og alsidig uddannelse både i teoretisk og praktisk retning. Løvendal blev 1715 ansat som volontør på den danske flåde. Han deltog i træfningen ved Rügen; men da han ikke kunne tåle søen, gik han tilbage til Sachsen, hvor han 1717 blev løjtnant. Straks derefter gik han i kejserlig tjeneste og kæmpede med udmærkelse i Serbien og på Sicilien. Ved sin hjemkomst 1721 udnævntes han til oberst og ægtede 23. januar 1722 i Hamborg Theodora Eugenia grevinde von Schmettau (6. december 1705 - 5. oktober 1768 i Dresden-Neustadt), datter af sachsisk-polsk generalløjtnant Gottlieb von Schmettau (1665-1722) og Anna Christiane von Schmettau (1684-1716). Ægteskabet blev ikke lykkeligt og blev opløst 1736.
1732 blev Løvendal, der i de to foregående år i genuesisk tjeneste havde deltaget i felttogene på Korsika, udnævnt til generalmajor, og i Den Polske Tronfølgekrig (1732-35) optrådte han i højere kommandoposter ved Rhinen og i Polen. Hans forsvar af Krakau indbragte ham megen ære.

### I russisk tjeneste
Året efter fredslutningen forlod han den sachsisk-polske tjeneste, og 1737 blev han russisk generalløjtnant. I Rusland ægtede han 13. november 1736 i Sankt Petersborg den polske generalfelttøjmester Johann Clement greve af Branitzskys hustru, Barbe Madeleine Szembeck (1709 i Krakau - 18. maj 1762 i Paris), datter af overceremonimester Franz Szembeck og grevinde Magdalene Tarlo. Løvendal synes at være blevet lovformelig skilt fra sin første hustru, derimod blev hans anden gemalinde aldrig skilt fra sin mand, og det varede længe, inden man ville anerkende hende som Løvendals legitime ægtefælle. Fra 1737 til 1740 deltog Løvendal med berømmelse i Tyrkekrigen og udmærkede sig især ved Oczakow og Choczim. Sidstnævnte år blev han "général en chef" og guvernør i Estland. Som stormester for artilleriet deltog Løvendal 1742 i det finske felttog og ledede underhandlingerne, der førte til svenskernes kapitulation i Helsingfors.

### I fransk tjeneste
I Danmark havde man med interesse fulgt Løvendal, der jævnligt havde ytret ønske om at tjene sit fædreland, og 1742 tilbød Johan Sigismund Schulin ham overkommandoen over den danske hær i den krig mod Sverige, som syntes uundgåelig. Alt var ordnet og aftalt, da Løvendal, der havde fået fristende tilbud fra Frankrig, under et intetsigende påskud afbrød underhandlingerne. 1743 indtrådte han som generalløjtnant i den franske hær, og samtidig gik han over til katolicismen. I den sidste del af Den østrigske arvefølgekrig spillede Løvendal en fremtrædende rolle. Han bidrog væsentligt til sejren ved Fontenoy og blev besunget af Voltaire; han blev såret ved Freiburgs belejring, indtog fæstningerne Gent, Oudenarde, Ostende, Namur, Nieuwpoort med flere og udførte 1747 sin hovedbedrift, erobringen af Bergen op Zoom, hvorefter han blev marskal af Frankrig.

## Popularitet i Danmark
Efter fredslutningen kom Løvendal, der som udlænding kun blev tålt, i en vanskelig stilling, og den danske regering mente nu, at øjeblikket var kommet til at sikre hæren en overgeneral, "der var indfødt, kunde Sproget og bar et i Landet anset Navn". Løvendal havde jævnlig vist sit fædreland tjenester; han havde under krigen beskyttet dansk ejendom, taget sig af danske officerer og virket for genoprettelsen af "Royal Danois", et dansk regiment i fransk tjeneste. Han nød da også en ikke ringe popularitet i Danmark, hvor hans biografi udkom 1750. De langvarige underhandlinger, som Johann Hartwig Ernst von Bernstorff førte med ham for at få ham til at overtage overkommandoen over den danske Hær, blev dog frugtesløse, da Løvendals fordringer var meget høje, og da Ludvig XV bød ham særdeles gunstige betingelser for at formå ham til at blive. Løvendal blev dog aldrig rigtig tilfreds i Frankrig, og 1754 hed det sig, at han ville indtræde i dansk eller russisk tjeneste. Året efter gjorde den venetianske republik store anstrengelser for at sikre sig ham som overgeneral, men Løvendals død, der indtraf 27. maj 1755, gjorde ende på forhandlingerne.
I 1748 havde han købt slottet Château de la Ferté de La Ferté-Saint-Aubin nær Chambord.
Skønt Løvendal næsten ikke har tjent Danmark, har han dog bidraget til at kaste glans over sit fædrelands navn. Selv betragtede han sig som dansk og søgte, efter at han 1741 var blevet rigsgreve, at blive optaget i den danske grevestand som greve af Danneskiold-Løvendal (det lykkedes for sønnen 1778); i datidens breve, aviser og krigssange hedder han stadig den danske helt, den danske feltherre. Hans værd som menneske er omtvistelig; han var et ægte barn af sin tid, frivol som en hofmand fra "det galante Sachsen" og l'ancien regime, dog er beretningerne om hans rovbegærlighed i høj grad overdrevne. Som officer var han derimod absolut fremragende; han var en udmærket artillerist, en duelig og kundskabsrig ingeniør, en dygtig troppefører i åben mark. Han havde alle betingelser for at blive en feltherre af rang, hans hoved var hurtigt og klart, han var beregnende og dristig, han forstod at vinde sine undergivne, og hans foretagender fulgtes af et aldrig svigtende held.
Han er begravet i Saint-Sulpice i Paris.

## Hæder
- Æresmedlem af Académie des sciences
- Ridder af Sankt Hubertus' Orden
- Ridder af Alexander Nevskijs Orden
- Ridder af Helligåndsordenen

## Gengivelser
- Portrætmaleri af Maurice Quentin de La Tour 1748, efter dette stik af Johann Georg Wille, 1749, A. Romanet, P.-C. Levesque, P.-A. le Beau m.fl., bl.a. med angivelsen, at maleriet er af Vanloo (Louis-Michel van Loo?)
- Miniature af Cornelius Høyer ca. 1765-66 (Paleis Noordeinde i Haag)
- Stik af Nicolas de Larmessin den yngre efter maleri af François Boucher, efter dette stik af Johann Christoph Sysang, bl.a. 1747, og et engelsk stik 1793
- Portrætmaleri af Louis Tocqué 1750
- Portrætmaleri og pastel af A. Couder (begge Versailles), herefter stik af François Pigeot efter tegning af L.-C.-A. Massard, m.fl.
- Andre portrætmalerier (bl.a. Det Nationalhistoriske Museum på Frederiksborg Slot; Tranekær; Dahlen i Sachsen)
- Medalje af Magnus Gustavus Arbien, 1754, stukket af Meno Haas
- Stik og radering af Petit og herefter stik af Roger efter tegn. af F. Sergent
- Buste af Jean-Baptiste Lemoyne (ca. 1750, Louvre)
- Medalje fra byen Ostende, 1745